# ATP Banja Luka
Das ATP-Turnier von Banja Luka (offiziell Srpska Open) war ein bosnisches Herren-Tennisturnier. Es wurde im Freien auf Sand ausgetragen. Die einzige Austragung fand im April 2023 statt. Das Turnier gehört zur ATP Tour 250, der niedrigsten Kategorie innerhalb der ATP Tour und übernahm die Turnierlizenz des ATP-Turniers in Belgrad.

## Geschichte
Mit dem Turnier 2023 fand erstmals ein Turnier auf der Ebene der ATP Tour in Bosnien und Herzegowina statt. Banja Luka war bereits seit 2002 jährlich Gastgeber eines Turniers auf der ATP Challenger Tour. Nach einer Austragung wurde das Turnier wieder eingestellt; der Nachfolger für die Turnierlizenz steht noch nicht fest.

## Siegerliste

### Einzel
| Jahr | Sieger        | Finalgegner    | Finalergebnis |
| ---- | ------------- | -------------- | ------------- |
| 2023 | Dušan Lajović | Andrei Rubljow | 6:3, 4:6, 6:4 |

### Doppel
| Jahr | Sieger                     | Finalgegner                           | Finalergebnis |
| ---- | -------------------------- | ------------------------------------- | ------------- |
| 2023 | Jamie Murray Michael Venus | Francisco Cabral Alexander Nedowessow | 7:5, 6:2      |